# Philadelphia (película)
Philadelphia (conocida en España y Latinoamérica como Filadelfia), es una película de drama judicial estadounidense de 1993, escrita por Ron Nyswaner, dirigida por Jonathan Demme y protagonizada por Tom Hanks y Denzel Washington. Los actores Jason Robards, Joanne Woodward y Antonio Banderas forman parte del elenco de reparto.
Filmada en la ciudad del mismo nombre, estado de Pensylvania, se basa en la historia del abogado Andrew Beckett (Hanks) quien recurre a Joe Miller (Washington) también abogado, para que pueda demandar a su antiguo empleador y llevar el caso a los tribunales, ya que éste lo había despedido por enterarse de su homosexualidad y que padecía SIDA. Fue inspirada en los hechos reales del abogado Geoffrey Bowers.
La película se estrenó en Los Ángeles el 14 de diciembre de 1993 y se estrenó en versión limitada el 22 de diciembre, antes de expandirse al estreno general el 14 de enero de 1994. En Argentina se estrenó el 10 de marzo de 1994 y en España el 11 de marzo del mismo año. Logró recaudar 206,7 millones de dólares en todo el mundo, convirtiéndose en la novena película más taquillera de 1993. Fue recibida positivamente por la crítica por su guion y las actuaciones de Hanks y Washington. Por su interpretación de Andrew Beckett, Hanks ganó el Premio Oscar al Mejor Actor en la 66.ª edición de los Premios de la Academia, mientras que la canción "Streets of Philadelphia" de Bruce Springsteen ganó el Premio Óscar a la Mejor Canción Original. Nyswaner también fue nominado al Óscar al Mejor Guion Original, pero perdió ante Jane Campion por El piano. 
Filadelfia se destaca por ser una de las primeras películas convencionales de Hollywood no sólo en abordar explícitamente el VIH/SIDA y la homofobia, sino también en retratar a los homosexuales bajo una luz positiva.

## Contexto
El SIDA no fue descubierto hasta principios de la década de los 80, cuando médicos estadounidenses empezaron a observar que había grupos de pacientes con enfermedades muy poco comunes. Los primeros casos se detectaron en 1981 en Nueva York y California, aunque no fue bautizado como SIDA hasta un año más tarde. Estas personas padecían enfermedades como el sarcoma de Kaposi, un tipo raro de cáncer de piel, así como un tipo de infección pulmonar que transmiten los pájaros. El primer caso de sida en España se diagnosticó en octubre de 1981, en el Hospital Valle de Hebrón de Barcelona.
La película fue la primera gran producción de Hollywood que abordó el tema. En ese momento, 220.000 estadounidenses ya habían muerto de SIDA. La primera película que representó el SIDA y sus consecuencias fue la película para televisión Escarcha de verano , que se emitió por primera vez en los EE. UU. en 1985.

## Argumento
La vida del joven abogado Andy Beckett (Tom Hanks) cambia cuando descubre que vive con VIH y por ello es despedido de la firma de abogados para la que trabaja. Entonces decide contratar al abogado Joseph Miller (Denzel Washington) para que le defienda durante el juicio debiendo luchar no solo contra la opinión que tiene la sociedad sobre dicha enfermedad, sino también contra sus propios prejuicios sobre la homosexualidad, en un conmovedor desenlace.
Andy, un humilde y comprometido trabajador, les promete a sus colegas que les hará ganar. Sin embargo, la misma noche que Andy recibe la gran noticia, uno de sus socios, Walter Kenton, nota una misteriosa cicatriz oscura en su frente, a pesar de que Andy alega que solo fue el golpe de una bola de tenis, Kenton comienza a sospechar que algo malo ocurre en torno a su joven colega. Algo horrible y escandaloso. Al cabo de nueve días de trabajar sin descanso con tal de completar su trabajo, Andy deja un documento sobre la mesa de su escritorio y una copia en el disco duro de su computadora, lleno de orgullo.
Pero lentamente va sufriendo problemas de salud con más y más frecuencia. En una de sus visitas al hospital, recibe una noticia alarmante: La demanda ha desaparecido, y no existe ningún vestigio de su paradero. Con desesperación, todos en Whyant Wheeler se desquician para intentar encontrarla antes de que se acabe el tiempo. Afortunadamente, se encuentra una copia de la demanda, y Whyant Wheeler logra ganar el caso. Pero días más tarde, Andy es llamado a la oficina de sus jefes, donde estos le dicen que debido a su "incompetencia", será despedido. Sin embargo, el joven abogado se da cuenta de la verdadera razón.
Unas semanas después, en su oficina, el abogado Joseph Miller, que acaba de ser padre, recibe en su oficina a un hombre de aspecto aterrador, su rostro marcado de cicatrices, ojeras y su cabello y barba rapados, comenzando a nacer: Andy Beckett. Algo sorprendido, Miller le pregunta qué le sucede y Andy responde que padece sida, lo que aterra a Miller, pero aun así le atiende. Andy explica que desea demandar a su antigua firma, Whyant Wheeler, por despido injusto, explicando la versión de la empresa: Andy es un abogado mediocre, incompetente y agresivo. Pero la verdadera razón es que fue víctima de discriminación.
Andy le narra su historia a Miller, alegando que ha sido saboteado, que no había razón para decir que era un incompetente debido a su gran capacidad y dedicación, sino la verdadera razón era que había sido echado por su enfermedad. Pero Joe le ignora, diciendo que no ve en su historia un motivo para llevar a juicio a una Firma tan poderosa como Whyant Wheeler. Sin embargo, Joe tiene sus propias razones: una mentalidad homofóbica, discriminatoria y miedo a esa enfermedad misteriosa. Aun así, Andy cuenta con el apoyo de su familia y su novio, Miguel Álvarez (Antonio Banderas). Ya sin esperanza de encontrar representación en un mundo de discriminación, decide tomar todo el caso en sus propias manos.
Una noche en la biblioteca, Joe y Andy se encuentran. Después de comprender la injusticia y la inhumanidad de los rivales de Andy, Joe se conmueve al ver que el bibliotecario le recomienda estar en una habitación privada, y aun con algo de recelo, toma el caso de Andy. A lo largo del caso, los dos abogados encuentran grandes obstáculos, como los ataques de la astuta e inteligente abogada de Whyant Wheeler, Belinda Conine. A lo largo de un juicio infernal, que dura meses interminables, Andy y Joe forjan una amistad inesperada en medio de un mundo de odio e intolerancia. Joe comienza a derribar poco a poco sus prejuicios en contra de los homosexuales y en contra del VIH, y Andy se da cuenta de que es posible encontrar a personas como Joe, que no tengan miedo de hacer la diferencia.
Una noche en la que se supone que deberían ensayar el interrogatorio de Andy del día siguiente, este aleja a Joe del tema, y de una manera conmovedora le explica a su compañero cómo ha llegado a darse cuenta de que no hay manera de sobrevivir al VIH, y sin embargo está listo para afrontar la muerte y reproduce el aria de la ópera Andrea Chénier de Umberto Giordano interpretada por Maria Callas, La mamma morta. Joe se ve obligado a concluir el juicio solo, debido a que Andy, enfermo e incapaz de seguir, se encuentra hospitalizado.
Después de una larga batalla legal, la honradez y amistad de los dos abogados, hacen que Joe pueda desenmascarar la corrupción y la discriminación de Whyant Wheeler logrando ganar el juicio. La última vez que Andy y Joe se encuentran es en la conmovedora escena del hospital, en la que Andy se despide de su familia, sabiendo que esa noche morirá, y diciéndole a su novio, Miguel, valientemente, que está preparado. La película concluye en el funeral de Andy, donde todos sus amigos y familiares comparten en paz imágenes de su niñez.

## Reparto
- Tom Hanks es Andrew Beckett.
- Denzel Washington es Joe Miller.
- Jason Robards es Charles Wheeler.
- Mary Steenburgen es Belinda Conine.
- Antonio Banderas es Miguel Álvarez.
- Joanne Woodward es Sarah Beckett.
- Robert W. Castle es Bud Beckett.
- Ann Dowd es Jill Beckett.
- Charles Napier es el juez Lucas Garnett.
- Roberta Maxwell es la jueza Tate.
- Karen Finley es la dra. Gillman.
- Robert Ridgely es Walter Kenton.
- Bradley Whitford es Jamey Collins.
- Ron Vawter es Bob Seidman.
- Anna Deavere Smith es Anthea Burton.

## Inspiración

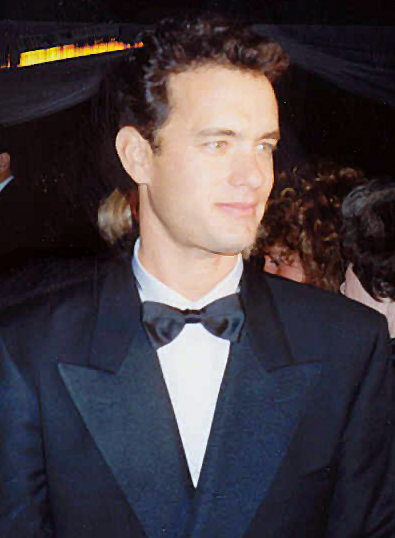
El actor Tom Hanks interpretó a Bowers bajo el nombre del abogado Andrew Beckett en la película. Debido a su interpretación, obtuvo el Premio Oscar al Mejor Actor.

Los acontecimientos de la película son similares a los sucesos en las vidas de los abogados Geoffrey Bowers y Clarence Cain. Bowers fue un abogado que, en 1987, demandó al bufete de abogados Baker McKenzie por despido improcedente en uno de los primeros casos de discriminación por SIDA. Cain era un abogado de "Hyatt Legal Services" que fue despedido después de que su empleador descubrió que tenía dicha patología. Demandó a Hyatt en 1990 y ganó poco antes de su muerte.
En 1994, poco después del estreno de la película, Scott Burr, ex abogado de la firma "Kohn, Nast and Graf" de Filadelfia, demandó a su anterior empleador por despedirlo ilegalmente al descubrir que era VIH positivo. Al igual que los acusados en la película, la firma afirmó que lo despidió por incompetencia sin conocer su salud. Las partes resolvieron la demanda por una cantidad no revelada después de tres semanas de juicio. Burr continuó ejerciendo la abogacía antes de su muerte en 2020.

## Producción

### Guion

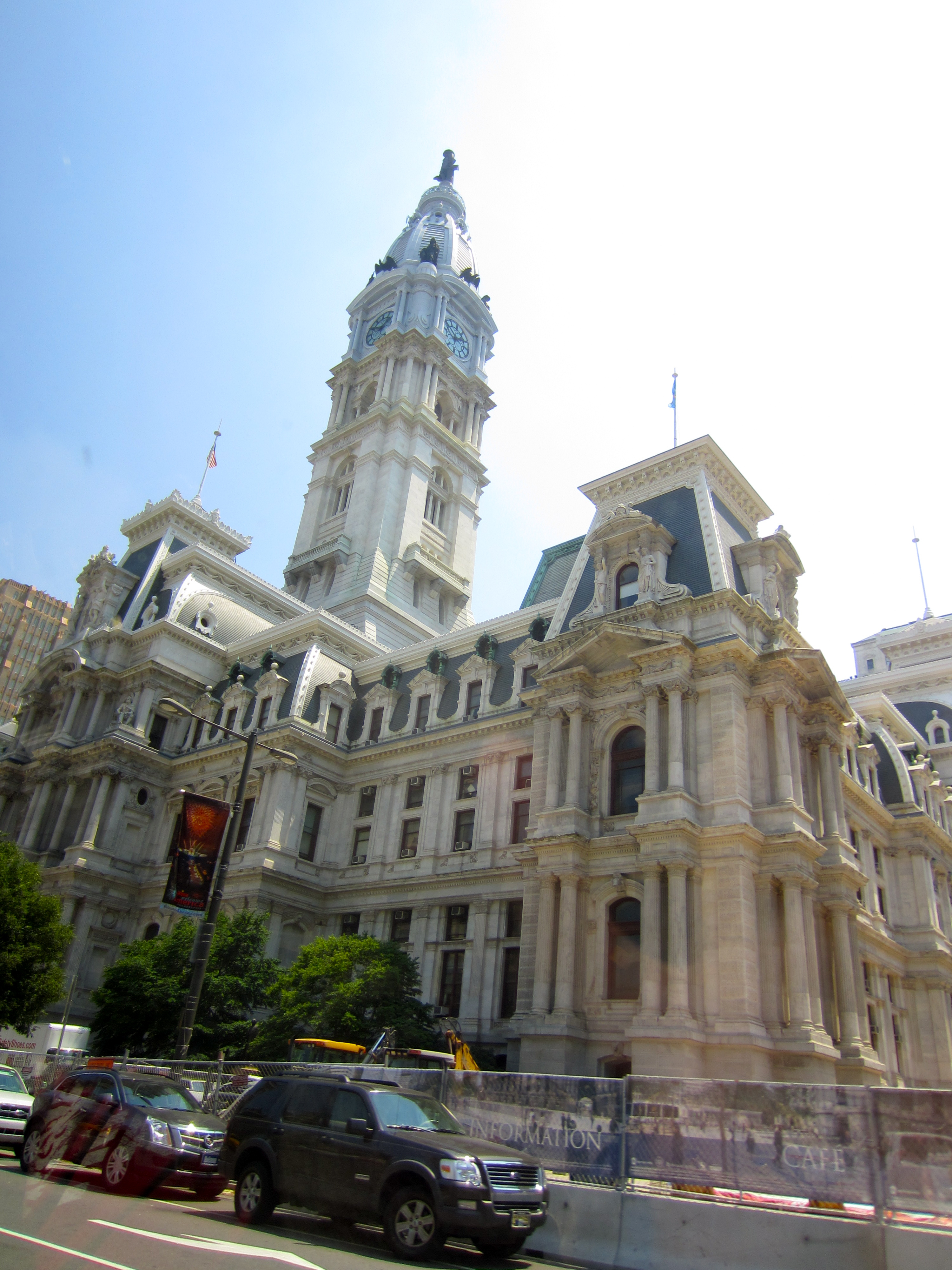
La enorme estatua de William Penn, fundador de Filadelfia (en griego: la ciudad del amor fraternal) corona el campanario del City Hall (el Ayuntamiento, que alberga el tribunal civil donde se desarrolla el juicio). Esta estatua aparece varias veces en la película, particularmente tomada desde un ángulo alto y en primer plano utilizando un helicóptero equipado con una Wescam.

La ciudad de Filadelfia nació del sueño de su fundador, William Penn, que quería dar ejemplo de tolerancia hacia otras naciones. Aquí radica el interés por la elección de esta ciudad y la paradoja entre esta ciudad símbolo de la tolerancia y la intolerancia hacia las personas con SIDA que denuncia esta película.

### Casting
Se había considerado a Daniel Day-Lewis , Michael Keaton , William Baldwin , Keanu Reeves , Robin Williams, Bill Murray y Andy García para interpretar a Andrew Beckett antes de que Tom Hanks fuera elegido. Jonathan Demme tuvo que defender el caso del actor Ron Vawter para que TriStar Pictures aceptara contratarlo para el papel de Bob Seidman: Vawter era VIH positivo (murió en 1994).
Edward Rendell, entonces alcalde de Filadelfia, aparece en un cameo: en respuesta a la pregunta de un periodista, asegura que el bufete de abogados perderá clientela de la ciudad si es declarado culpable de discriminación tras haber despedido a Beckett. Rendell se negó a aprender un texto y prefirió hablar de forma natural, como estaba acostumbrado. La escena solo se filmó una vez y Rendell recibió el sobrenombre de Eddie One Take. Denzel Washington se reuniría con el director Demme nueve años después para El embajador del miedo, una nueva versión de la película de 1962 dirigida por John Frankenheimer.

### Rodaje
El rodaje de la película tuvo lugar entre octubre de 1992 y febrero de 1993. Tom Hanks perdió hasta 25 libras (11,3 Kg) para interpretar a Andrew Beckett, a medida que avanzaba la enfermedad del personaje, mientras que a Denzel Washington se le pidió que ganara peso.
Según la entrevista a Hanks en el documental The Celluloid Closet (1996), durante el montaje se cortaron escenas que mostraban mayor afecto entre él y Banderas, incluida una escena de cama (la edición en DVD producida por Automat Pictures incluye esta escena). La escena de la biblioteca se filmó en la Biblioteca Fisher Fine Arts en el campus de la Universidad de Pensilvania. En una fiesta de disfraces gay, Miller se disfrazó de "lawsuit" (su traje está cubierto de papeles legales), mientras Andrew y su amante Miguel, con uniformes de oficiales superiores de la Marina estadounidense, bailan juntos: alusión al estatus de los homosexuales en el ejército estadounidense. En principio estaban excluidos, pero Bill Clinton, que había prometido resolver el problema, sólo había promulgado una directiva.
En la película aparecen 53 personas con VIH positivas y, según la leyenda urbana, 43 de ellas murieron en los siguientes 12 meses. De hecho, estas muertes se produjeron en los años siguientes. Es Tom Hanks, entonces un niño gordito, quien aparece al final en las pequeñas películas familiares.

## Banda sonora
La banda sonora de la película fue publicada en un álbum de lanzamiento de 1993, con las canciones que aparecen en la película. Dos canciones originales fueron candidatas a los Premios Óscar y finalmente una obtuvo el galardón a Mejor canción original (Streets of Philadelphia).

### Lista de canciones
| N.º | Título                                           | Artista(s)          | Duración |  |
| 1.  | «Streets of Philadelphia»                        | Bruce Springsteen   | 3:56     |  |
| 2.  | «Lovetown»                                       | Peter Gabriel       | 5:29     |  |
| 3.  | «It's in Your Eyes»                              | Pauletta Washington | 3:46     |  |
| 4.  | «Ibo Lele (Dreams Come True)»                    | RAM                 | 4:15     |  |
| 5.  | «Please Send Me Someone to Love»                 | Sade                | 3:44     |  |
| 6.  | «Have You Ever Seen the Rain?»                   | Spin Doctors        | 2:41     |  |
| 7.  | «I Don't Wanna Talk About It»                    | Indigo Girls        | 3:41     |  |
| 8.  | «La mamma morta» (From the Opera Andrea Chénier) | Maria Callas        | 4:53     |  |
| 9.  | «Philadelphia»                                   | Neil Young          | 4:06     |  |
| 10. | «Precedent»                                      | Howard Shore        | 4:03     |  |

## Análisis cinematográfico
La película fue fuente de análisis de diferentes críticos y hasta en las universidades. El abogado Miller que se presenta como una persona homofóbica, oportunista, que inicia su relación con Beckett enfrentándose en un juicio donde ambos actúan como abogados de partes. Aquí, parafraseando a Hegel al tomar como punto de partida la oposición de sujeto-objeto un polo queda fuera del otro, separados, en una relación de mera exterioridad, el sujeto como realidad primera que impone al objeto sus principios y su legalidad, hace que el concepto de verdad se pierda y se vea restringido sólo a reconocer la verdad subjetiva. Pero la que pierde no es sólo la verdad sino la totalidad en su conjunto, pues queda divida e inmovilizada: los polos quedan simplemente opuestos sin chance para demostrar su independencia ontogénica. Esta inmovilidad es la que se produce en el primer encuentro entre ambos personajes.
Cuando Beckett decide demandar al estudio de abogados que lo despidió alegando negligencia laboral, cuando él sospecha que la razón real del despido es la enfermedad que padece y su homosexualidad inicia un peregrinar en busca de representante legal. Acude a Miller luego de varios intentos por conseguir representante. La primera reacción de Miller es la negación,
porque Beckett es homosexual y además tiene SIDA. El miedo al contagio se apodera de Miller. Esto se reflejará en varias escenas: cuando con su conocimiento a priori habla con su mujer sobre la homosexualidad y se asombra cuando le dicen que la tía Teresa es lesbiana.
Recién cuando Miller encuentra a Beckett en la biblioteca, enfermo, deteriorado, preparando su propia defensa y asiste al acto de discriminación por parte del bibliotecario y los lectores de las otras mesas que miran a Beckett de soslayo, horrorizándose ante cada episodio de tos, es ahí cuando Miller se conmueve hondamente y decide ayudarlo. La realidad no es algo inmóvil, sino que es movimiento permanente.

## Lanzamiento
| Fechas de estreno (Fuente: IMDb). |                                           |              |                                                  |
| País                              | Fecha de estreno                          | País         | Fecha de estreno                                 |
| Estados Unidos                    | 14 de diciembre de 1993 En el Los Ángeles | Canadá       | 23 de diciembre de 1993                          |
| Polonia                           | 31 de diciembre de 1993                   | Alemania     | 24 de febrero de 1994 Festival de Cine de Berlín |
| Reino Unido                       | 25 de febrero de 1994                     | Portugal     | 25 de febrero de 1994                            |
| Australia                         | 3 de marzo de 1994                        | Brasil       | 4 de marzo de 1994                               |
| Italia                            | 4 de marzo de 1994                        | Francia      | 9 de marzo de 1994                               |
| Argentina                         | 10 de marzo de 1994                       | Dinamarca    | 11 de marzo de 1994                              |
| España                            | 11 de marzo de 1994                       | Finlandia    | 11 de marzo de 1994                              |
| Turquía                           | 11 de marzo de 1994                       | Países Bajos | 17 de marzo de 1994                              |
| Suecia                            | 18 de marzo de 1994                       | Hungría      | 24 de marzo de 1994                              |
| Corea del Sur                     | 26 de marzo de 1994                       | Japón        | 23 de abril de 1994                              |
| Filipinas                         | 9 de junio de 1994                        | Estonia      | 4 de noviembre de 1994                           |

## Recepción

### Crítica

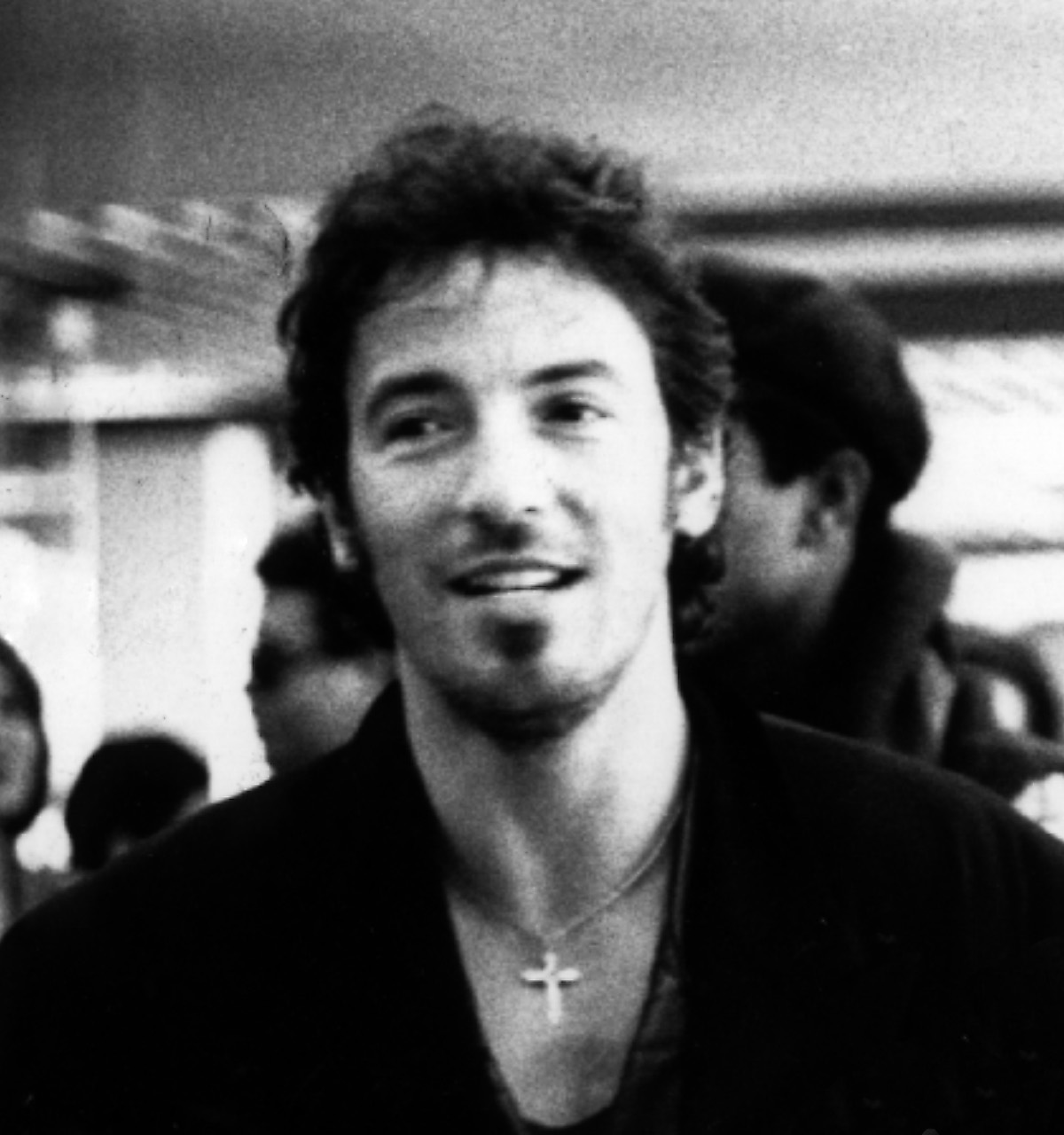
La canción Streets of Philadelphia escrita e interpretada por Bruce Springsteen, fue ganadora del Premio Oscar y el Premio Grammy.

En el agregador de reseñas Rotten Tomatoes, la película tiene un índice de aprobación del 81% basado en 62 reseñas, con una calificación promedio de 6,9/10. El consenso crítico del sitio dice: "Filadelfia se permite algunos clichés desafortunados en su búsqueda de impartir un mensaje significativo, pero su reparto estelar y su sensible dirección son más que suficientes para compensar".Metacritic le dio a la película una puntuación promedio ponderada de 66 sobre 100, basada en 21 críticas, lo que indica "críticas generalmente favorables". El público encuestado por CinemaScore le dio a la película una calificación promedio de "A" en una escala de A+ a F.
En una reseña contemporánea para el Chicago Sun-Times, Roger Ebert le dio a la película tres estrellas y media de cuatro y dijo que es "una película bastante buena, en sus propios términos. Y para los cinéfilos con antipatía por el SIDA pero con entusiasmo por estrellas como Tom Hanks y Denzel Washington, puede ayudar a ampliar la comprensión de la enfermedad. Es un avance como Guess Who's Coming to Dinner (1967), la primera película importante sobre un romance interracial que utiliza la química popular; protagoniza un género confiable para eludir lo que parece controversia."
Christopher Matthews del Seattle Post-Intelligencer escribió: "La tan esperada Filadelfia de Jonathan Demme está interpretada con tanta pericia, tiene buenas intenciones y es tan valiente que uno se encuentra constantemente presionando para que sea la película definitiva sobre el SIDA".James Berardinelli de ReelViews escribió: "La historia es oportuna y poderosa, y las actuaciones de Hanks y Washington aseguran que los personajes no desaparecerán inmediatamente en la oscuridad". Rita Kempley de The Washington Post escribió: "Se parece menos a una película de Demme que a lo mejor de Frank Capra. No es sólo astuta, cursi y descaradamente patriótica, sino compasiva, convincente y emocionalmente devastadora".

### Premios y nominaciones
| Premio                                                            | Categoría                                                                 | Nomiando/a                                                               | Resultado |
| ----------------------------------------------------------------- | ------------------------------------------------------------------------- | ------------------------------------------------------------------------ | --------- |
| Festival de Cine de Berlín                                        | Oso de Oro                                                                | Jonathan Demme                                                           | Nominado  |
| Festival de Cine de Berlín                                        | Mejor interpetación masculina                                             | Tom Hanks                                                                | Ganador   |
| Premios 20/20                                                     | Mejor película                                                            | Mejor película                                                           | Nominada  |
| Premios 20/20                                                     | Mejor director                                                            | Jonathan Demme                                                           | Nominado  |
| Premios 20/20                                                     | Mejor actor                                                               | Tom Hanks                                                                | Ganador   |
| Premios 20/20                                                     | Mejor guion original                                                      | Ron Nyswaner                                                             | Nominado  |
| Premios 20/20                                                     | Mejor canción original                                                    | "Philadelphia" Música y letra compuesta por Neil Young                   | Nominado  |
| Premios 20/20                                                     | Mejor canción original                                                    | "Streets of Philadelphia" Música y letra compuesta por Bruce Springsteen | Ganador   |
| Premios Oscar                                                     | Mejor actor                                                               | Tom Hanks                                                                | Ganador   |
| Premios Oscar                                                     | Mejor guion original                                                      | Ron Nyswaner                                                             | Nominado  |
| Premios Oscar                                                     | Mejor maquillaje y peinado                                                | Carl Fullerton y Alan D'Angerio                                          | Nominados |
| Premios Oscar                                                     | Mejor canción                                                             | "Philadelphia" Música y letra compuesta por Neil Young                   | Nominado  |
| Premios Oscar                                                     | Mejor canción                                                             | "Streets of Philadelphia" Música y letra compuesta por Bruce Springsteen | Ganador   |
| Premios ASCAP de Música de Cine y Televisión                      | Película taquillera                                                       | Howard Shore                                                             | Ganador   |
| Premios ASCAP de Música de Cine y Televisión                      | Mejor canción interpretada para una película                              | "Streets of Philadelphia" – Bruce Springsteen                            | Ganador   |
| Premios Artios                                                    | Logro destacado en casting de largometraje - Drama                        | Howard Feuer                                                             | Nominado  |
| Premio Comunidad del Circuito                                     | Mejor película                                                            | Jonathan Demme y Edward Saxon                                            | Ganadores |
| Premio Comunidad del Circuito                                     | Mejor director                                                            | Jonathan Demme                                                           | Nominado  |
| Premio Comunidad del Circuito                                     | Mejor actor en papel principal                                            | Tom Hanks                                                                | Ganador   |
| Premio Comunidad del Circuito                                     | Mejor actor en papel principal                                            | Denzel Washington                                                        | Nominado  |
| Premio Comunidad del Circuito                                     | Mejor guion original                                                      | Ron Nyswaner                                                             | Ganador   |
| Premio Comunidad del Circuito                                     | Mejor maquillaje y peinado                                                | Carl Fullerton y Alan D'Angerio                                          | Ganadores |
| Premio Comunidad del Circuito                                     | Mejor reparto                                                             | Mejor reparto                                                            | Ganadores |
| Premios BAFTA                                                     | Mejor guion original                                                      | Ron Nyswaner                                                             | Nominado  |
| Premios de la Asociación de Críticos de Cine de Chicago           | Mejor director                                                            | Jonathan Demme                                                           | Nominado  |
| Premios de la Asociación de Críticos de Cine de Chicago           | Mejor actor                                                               | Tom Hanks                                                                | Nominado  |
| Premios de la Asociación de Críticos de Cine de Dallas-Fort Worth | Mejor película                                                            | Mejor película                                                           | Nominado  |
| Premios de la Asociación de Críticos de Cine de Dallas-Fort Worth | Mejor actor                                                               | Tom Hanks                                                                | Nominado  |
| Premios GLAAD                                                     | Película destacada                                                        | Película destacada                                                       | Ganadora  |
| Premios Globos de Oro                                             | Mejor Actor – Drama                                                       | Tom Hanks                                                                | Ganador   |
| Premios Globos de Oro                                             | Mejor guion                                                               | Ron Nyswaner                                                             | Nominado  |
| Premios Globos de Oro                                             | Mejor canción original                                                    | "Streets of Philadelphia" Música y letra compuesta por Bruce Springsteen | Ganador   |
| Golden Screen Awards                                              | Golden Screen                                                             | Golden Screen                                                            | Ganador   |
| Premios Grammy                                                    | Récord del año                                                            | "Streets of Philadelphia" – Bruce Springsteen                            | Nominado  |
| Premios Grammy                                                    | Canción del año                                                           | "Streets of Philadelphia" – Bruce Springsteen                            | Ganador   |
| Premios Grammy                                                    | Mejor interpetación vocal masculina de rock                               | "Streets of Philadelphia" – Bruce Springsteen                            | Ganador   |
| Premios Grammy                                                    | Mejor canción de rock                                                     | "Streets of Philadelphia" – Bruce Springsteen                            | Ganador   |
| Premios Grammy                                                    | Mejor canción escrita específicamente para una película o para televisión | "Streets of Philadelphia" – Bruce Springsteen                            | Ganador   |
| Premios MTV de películas                                          | Mejor Película                                                            | Mejor Película                                                           | Nominada  |
| Premios MTV de películas                                          | Mejor Actor                                                               | Tom Hanks                                                                | Ganador   |
| Premios MTV de películas                                          | Mejor equipo en pantalla                                                  | Tom Hanks y Denzel Washington                                            | Nominados |
| Premios MTV de películas                                          | Mejor canción de una película                                             | Bruce Springsteen – "Streets of Philadelphia"                            | Nominado  |
| MTV Video Music Awards\|Premios MTV a los vídeos musicales        | Mejor video de una película                                               | Bruce Springsteen – "Streets of Philadelphia"                            | Ganadora  |
| Premios de la Junta Nacional de Revisión                          | Top 10 películas                                                          | Top 10 películas                                                         | 7° Puesto |
| Political Film Society Awards                                     | Película de Derechos Humanos                                              | Película de Derechos Humanos                                             | Nominada  |
| Premios de la Asociación de Críticos de Cine de Turquía           | Mejor película extranjera                                                 | Mejor película extranjera                                                | 16°Puesto |
| Premios del Sindicato de Escritores de América                    | Mejor guion escrito para una película                                     | Ron Nyswaner                                                             | Nominado  |